# برچ ریور (ویرجینیای غربی)
برچ ریور(به انگلیسی: Birch River) شهری در ایالت ویرجینیای غربی کشور ایالات متحده آمریکا است که جمعیت آن در سرشماری سال ۲۰۱۰ میلادی، ۱۰۷ نفر بوده‌است.